# 胡利·史密斯
胡利·史密斯（英語：Hooley Smith，1903年1月7日—1963年8月24日），加拿大男子冰球运动员，场上位置是前锋。他曾代表加拿大参加1924年冬季奥林匹克运动会冰球比赛，获得一枚金牌。